# Anglesey (hrabstwo)
Anglesey (ang. Isle of Anglesey, wal. Sir Ynys Môn) – hrabstwo w północno-zachodniej Walii (Wielka Brytania), obejmujące wyspę Anglesey oraz sąsiednią Holy Island. Hrabstwo zajmuje powierzchnię 711 km², a zamieszkane jest przez 68 900 osób (2021). Ośrodkiem administracyjnym jest Llangefni.

## Miejscowości
Na terenie hrabstwa znajdują się następujące miejscowości (w nawiasach liczba ludności w 2011):

- Holyhead (11 431)
- Menai Bridge (4958)
- Llangefni (4864)
- Amlwch (3211)
- Llanfair Pwllgwyngyll (3107)
- Valley (2361)
- Benllech (2236)
- Trearddur (1537)
- Beaumaris (1370)
- Cemaes (1187)
- Gaerwen (1160)
- Llanerchymedd (1133)
- Bodedern (1051)
- Rhosneigr (1008)
- Newborough (892)
- Llangoed (849)
- Llanfihangel yn Nhowyn (757)
- Gwalchmai (715)
- Rhosybol (712)
- Moelfre (710)
- Llanddona (691)
- Dwyran (603)
- Penysarn (595)
- Llanfechell (589)
- Pentraeth (557)
- Bryngwran (405)
- Pentre Berw (391)
- Llangristiolus (384)
- Caergeiliog (355)
- Bull Bay (287)
- Malltraeth (255)